# Omeath
Omeath (irl. Ó Méith) – miejscowość w hrabstwie Louth w Irlandii położona przy granicy z Irlandią Północną. Wieś leży około 8 km od Newry.
Omeath było częścią obszaru Gaeltacht do momentu śmierci ostatniej irlandzkojęzycznej osoby Annie O'Hanlon. Od 1912 roku działał tutaj letni college gaelicki (irl. Coláiste Bhríde), przeniesiony w 1926 do Rann na Feirste w hrabstwie Donegal. Wieś miała swoją własną gwarę, pieśni, poezję i zwyczaje. 
Gwara została nagrana przez niemieckiego językoznawcę Wilhelma Doegena dla Królewskiej Akademii Irlandzkiej (ang. Royal Irish Academy).